# Комиссия по национальному примирению
Комиссия по национальному примирению (КНП) (тадж. Комиссияи оштии миллӣ) — согласительная комиссия, образованная из числа представителей правительства Таджикистана и Объединённой таджикской оппозиции — ОТО. Время деятельности: 15 сентября 1997 — 1 апреля 2000 гг. Место: г. Душанбе

## Предыстория
После завершения межтаджикского переговорного процесса 1994—1997 гг. (См. Гражданская война в Таджикистане) в таджикском обществе постепенно начали преодолевать чувство враждебности и недоверия, ставить национальные интересы выше чем, политические, религиозные, местнические, клановые и др., что способствовало укреплению национального самосознания и единства. Весомую роль в завершающей стадии мирного процесса в Таджикистане сыграла Комиссия по национальному примирению.

## Формирование КНП
Комиссия по национальному примирению (КНП) образованная согласно документам «Общего соглашения об установлении мира и национального согласия в Таджикистане» («Общего соглашения») от 27 июня 1997 года, была образована из числа представителей правительства РТ и оппозиции (Объединённой таджикской оппозиции — ОТО). КНП (Всего: 26 членов, по 13 от правительства и оппозиции) стала основным механизмом выполнения документов «Общего соглашения» во время переходного периода 1997—2000 гг.
КНП провела первое заседание 7-11 июня 1997 г. в Москве и начала свою работу в Душанбе 15 сентября 1997 г... Комиссия шаг за шагом претворяла в жизнь основополагающие документы «Общего соглашения об установлении мира и национальном согласии в Таджикистане» подписанного в конце межтаджикского переговорного процесса 1994—1997 гг.

## Структура КНП
Председатель КНП — Саид Абдулло Нури — Объединённой таджикской оппозиции (ОТО);
Заместитель Председателя КНП — Абдулмаджид Достиев от Правительства РТ.
Работа КНП производилась в 4 подкомиссиях:

### Подкомиссия по политическим вопросам
1. Иброхим Усмонов — председатель (Правительство)
2. Рахим Масов — член (Правительство)
3. Хамид Пулатов — член (Правительство)
4. Джума Ниязов — член (ОТО)
5. Абдунаби Сатторзода — член (ОТО)
6. Мухаммадшариф Химматзода — член (ОТО)

### Подкомиссия по правовым вопросам
1. Отахон Латифи — председатель (ОТО)
2. Киемиддин Гозиев — член (ОТО)
3. Файзиддин Имомов — член (ОТО)
4. Халифабобо Хамидов — член (Правительство)
5. Шермахмад Шоев — член (Правительство)
6. Зариф Алиев — член (Правительство)

### Подкомиссия по военным вопросам
1. Хабибулло Сангинов — председатель(ОТО)
2. Абдурахим Каримов — член (ОТО)
3. Атобек Амирбеков — член (ОТО)
4. Хайрулло Хайдаров — член (Правительство)
5. Тагой Рахмонов — член (Правительство)
6. Абдуманнон Абдураззоков — член (Правительство)

### Подкомиссия по вопросам беженцев
1. Шукурджон Зухуров — председатель (Правительство)
2. Бозгуль Додхудоева — член (Правительство)
3. Кароматулло Олимов — член (Правительство)
4. Мухаммадали Файзмухаммад — член (ОТО)
5. Мансур Джалилзода — член (ОТО)
6. Мирзомухаммади Мирзоходиев — член (ОТО)

Отахон Латифи (ОТО) являлся Председателем правовой подкомиссии с 15 сентября 1997 г. до сентября 1998 г. Он был убит в Душанбе 22 сентября 1998 г. Мухаммадшариф Химматзода (бывший член политической подкомиссии ОТО) был назначен Председателем правовой подкомиссии в октябре 1998 года. Кроме того, в ходе работы КОМ от ОТО в работе подкомиссии участвовали О.Абдусаломов, М.Низомов, М. Кабири.
В ходе деятельности КНП в Таджикистане были реализованы основные положения (документы) «Общего соглашения об установлении мира и национального согласия в Таджикистане» от 27 июня 1997 года. КНП прекратила свою деятельность после проведения парламентских выборов и созыва нового парламента Таджикистана — Маджлиси Оли (Парламента) Республики Таджикистан,1 апреля 2000 г..

## Результаты работы КНП
Согласно предложениям ОТО 33 её представителя были назначены в центральные органы исполнительной власти и были утверждены на сессиях Маджлиси Оли (Парламента) Республики Таджикистан 14 мая, 12-13 ноября 1998 г. и 30 июня 1999 г.;
Представители ОТО в соответствии с 30 % квотой были назначены на различные руководящие должности в местные органы власти;
Предложения КНП по изменению Закона РТ «О политических партиях» были внесены и утверждены на сессии Маджлиси Оли РТ 13 ноября 1998 г.;
Стороны пришли к согласию по выработке изменений и дополнений к действующей Конституции Республики Таджикистан на специальной сессии Маджлиси Оли РТ от 30 июня 1999 г. Был определён день для проведения всенародного референдума — 26 сентября 1999 г. Итоги референдума показали, что большинство населения республики (свыше 70 % голосов) согласились с внесёнными изменениями и дополнениями в Конституцию РТ;
На сессии Маджлиси Оли РТ от 30 июня 1999 г. были утверждены кандидатуры 4 представителей ОТО согласно 25 % квоте в состав Центральной избирательной комиссии для проведения референдума по Конституции РТ и выборам Президента РТ и депутатов Маджлиси Оли РТ;
12 августа 1999 г. было принято постановление Верховного суда РТ об отмене постановления «О запрете деятельности политических партий и движений ОТО и их средств массовой информации» (от 1993 г.). Политические партии и движения начали легальную деятельность;
Согласно изменений и дополнений в Конституции РТ состоялись выборы Президента РТ 6 ноября 1999 г. и в Маджлиси Оли РТ : 27 февраля 2000 г. — в Маджлиси Намояндагон Республики Таджикистан (нижняя палата) и 23 марта 2000 г. — в Маджлиси Милли Республики Таджикистан (верхнюю палату). Впервые выборы в нижнюю палату Маджлиси Оли РТ прошли на многопартийной основе. 2 представителя от бывшей оппозиционной Исламской партии возрождения Таджикистана были избраны в парламент страны;
10 июля 1997 г. КНП приняла Акт о взаимопрощении, согласно которому были освобождены все военнопленные, была гарантирована свобода и безопасность всем участникам политического противостояния и военного противоборства с 1992 до дня принятия данного акта;
КНП разработала Закон РТ «Об амнистии участников политического и военного противостояния», который был принят на сессии Маджлиси Оли РТ 1 августа 1997 г. и внёс дополнения в Постановление «О всеобщей амнистии», который был принят на сессии Маджлиси Оли РТ 14 мая 1999 г. Согласно данному закону все зарегистрированные сторонники ОТО, действия которых подпадали под расследование правоохранительных органов получили гарантию амнистии;
Все вооружённые формирования ОТО были возвращены из Афганистана в Таджикистан. 23 декабря 1998 г. ОТО официально объявила о ликвидации лагерей и центров по подготовке вооружённых формирований за границей;
Все вооружённые формирования ОТО были размещены во временных казармах согласно протоколу по военным вопросам. Совместная аттестационная комиссия приступила к своей деятельности в 1998 г. и до 27 июля 1999 г. зарегистрировала 6890 боевиков ОТО. 6842 человека прошли медосмотр, 4490 из них приняли военную присягу. 2400 бывших боевиков изъявили желание вернуться к мирной жизни;
3 августа 1999 г. руководство ОТО официально заявила о роспуске своих вооружённых формирований, который знаменовал завершение второго этапа протокола по военным вопросам;
В конце 1998 г. все таджикские беженцы были возвращены из Исламского государства Афганистан
...

## Итоги миротворческого процесса
Основными итогами процесса достижения мира и национального согласия в Таджикистане являются:
- Внутренний военно-политический конфликт возникший в результате многолетнего противостояния политических сил, религиозного и этнического противоборства завершился миром.
- Осуществление мира и согласия в обществе, стало фундаментом национального единства в Таджикистане, которое является одним из основных признаков становления таджикской нации.
- Для осуществления мира и национального согласия решающую роль сыграли внутренние факторы — общенародное стремление таджиков к миру и обоюдное, добровольное согласие противоборствующих политических сил общества.
- Практика миротворческого процесса в Таджикистане доказала, что для достижения общеприемлемой цели — национальные ценности могут иметь преимущество над узкими партийными целями.
- Достижение мира и национального согласия в Таджикистане, стало основой укрепления национального самосознания таджиков в её новой истории — независимого развития Республики Таджикистан.
- Мир в Таджикистане возродил нацию и государственность. Народ получил возможность для мирного созидательного труда, строительства демократического, суверенного, правового, светского государства.
- Успешный миротворческий процесс в Таджикистане привёл к консолидации нации, сплочению народа на благо Родины.